# The Kitahama
Il Kitahama è un edificio residenziale a Kitahama, Chuo-ku, Osaka, Giappone.

## Caratterisitche
Con un'altezza di 209 metri, era nel 2021 il quarto edificio più alto della Prefettura di Osaka, il 27° edificio più alto del Giappone. nonché l'edificio a destinazione esclusivamente residenziale più alto del Giappone. Si trova accanto alla stazione di Kitahama.